# Jure Planinić
Jure Planinić (Mostar, 18 marzo 2000) è un cestista croato.

## Palmarès
- Campionato croato: 1

Zara: 2020-21
- Coppa di Croazia: 2

Zara: 2020, 2021